# Taningia
Genre
Espèces de rang inférieur
- Taningia danae
- Taningia persica

Taningia est un genre de céphalopodes de la famille des Octopoteuthidae.

## Espèces
Selon World Register of Marine Species (22 mai 2017) :
- Taningia danae Joubin, 1931
- Taningia persica (Naef, 1923)

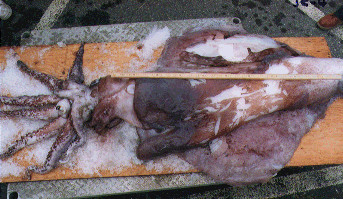
Taningia danae
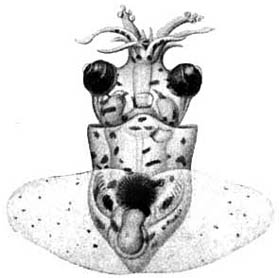
Taningia persica